# 정재성 (배드민턴 선수)
정재성(鄭在成, 1982년 8월 25일 ~ 2018년 3월 9일)은 대한민국의 전 배드민턴 선수이자 배드민턴 지도자이다. 선수 은퇴 후 소속팀인 삼성전기 배드민턴단에서 코치로 활동하였으나, 2018년 3월 9일 오전에 급성 심장마비로 사망했다.

## 개인사
2011년 5월 1일에 10년 동안 열애하던 배드민턴 선수 출신인 최아람과 결혼하였다.

## 같이 보기
- 이용대

## 참조
1. ↑  이영호 (2011년 1월 30일). “<코리아배드민턴> 정재성 "5월의 신랑 됩니다"”. 연합뉴스. 2018년 7월 23일에 확인함.